# ドレスデン (軽巡洋艦・初代)
| ドレスデン |                                                                   |
| 艦歴       |                                                                   |
| 発注:      |                                                                   |
| 起工:      | 1906年                                                            |
| 進水:      | 1907年10月5日                                                     |
| 就役:      | 1908年11月14日                                                    |
| 退役:      |                                                                   |
| その後:    | 1915年3月14日に自沈                                               |
| 除籍:      |                                                                   |
| 性能諸元   |                                                                   |
| 排水量:    | 基準：3,664トン 満載：4,268トン                                   |
| 全長:      | 118m                                                              |
| 全幅:      | 13.5m                                                             |
| 吃水:      | 5.54m                                                             |
| 機関:      | パーソンズ式直結タービン                                          |
| 最大速:    | 25.2ノット                                                        |
| 兵員:      | 361名                                                             |
| 兵装:      | 40口径10.5cm単装砲10基 55口径5.2cm単装砲8基 45cm水中魚雷発射管2門 |

ドレスデン (SMS Dresden) は、ドイツ帝国海軍のドレスデン級小型巡洋艦。

## 艦歴
ドレスデンはブローム・ウント・フォス造船所で建造され、1906年起工。1907年10月5日に進水し、1908年11月14日就役。カリブ海に配備された。

### 第一次世界大戦
1914年6月25日にポルトープランスで新たに派遣されてきた巡洋艦カールスルーエと艦長を交換し、6月28日にセント・トーマス島に向け出港。7月31日にセント・トーマス島を離れてドイツ本国へ向かったが、ヨーロッパでの情勢悪化により本国帰還は中止された。ドイツの戦争参戦後は大西洋で通商破壊戦を実施。最初の3隻、Drumcliffe（4072トン）、Lynton Grange（4252トン）、Hostilius（3325トン）は解放したが、支援船がそろった後はHyades（3352トン）とHolmwood（4223トン）を沈めた。他にSiamese Prince（4847トン）とKatharine Park（4854トン）も発見しており、前者は理由は不明であるが見逃され、アメリカの積荷を積んでいた後者は沈められた船の乗員とともに解放された。
9月、ドレスデンは喜望峰を回ってアメリカ西岸へ向かうよう指示を受けた。その途中で郵便船Ortega（8075トン）を発見するも逃走された。1914年10月12日シュペー海軍中将率いるドイツ東洋艦隊（東アジア巡洋艦戦隊）（「シャルンホルスト」など）とイースター島で合流。1914年11月1日、コロネル沖海戦でイギリス巡洋艦グラスゴーと交戦。1914年12月8日、フォークランド沖海戦に参加。他の艦は撃沈されるも「ドレスデン」は逃走に成功。イギリス艦隊は総力を挙げて追跡したが、その後ドレスデンは3か月も持ちこたえた。
1915年3月14日、チリ領、ファン・フェルナンデス諸島のマス島カンバーランド湾でイギリス艦隊のグラスゴー、装甲巡洋艦「ケント」、仮装巡洋艦「オラマ」と交戦後、白旗を掲げた。副官のヴィルヘルム・カナリス中尉が交渉を持ちかけたがそれは時間稼ぎのためだった。直後に仕掛けられていた爆薬が爆発してドレスデンは自沈。8人が死亡した。その後、ロビンソン・クルーソー島のサン・ファン・バウティスタに抑留されたカナリスら乗員らはその後次々と脱走してそのほとんどが本国に帰還したが、中にはそのまま土着したものもいた。カナリスはこの件で武勲を立て、後にナチス政権下で国防軍諜報部長官となる。

### 残骸発見
70メートルの海底に沈んでいるドレスデンの残骸は2002年に潜水調査されたが、自沈の際に船体が分断されていた。さらに、積まれていたとされる金貨を探すためか、以前に荒らされた跡があった。残骸からは2006年に船鍾が回収されており、ドレスデンのドイツ連邦軍軍事史博物館に展示されている。

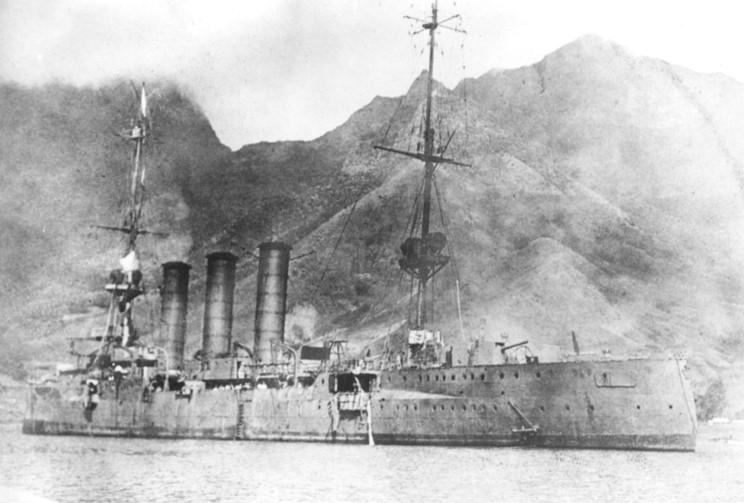
自沈する前のドレスデン
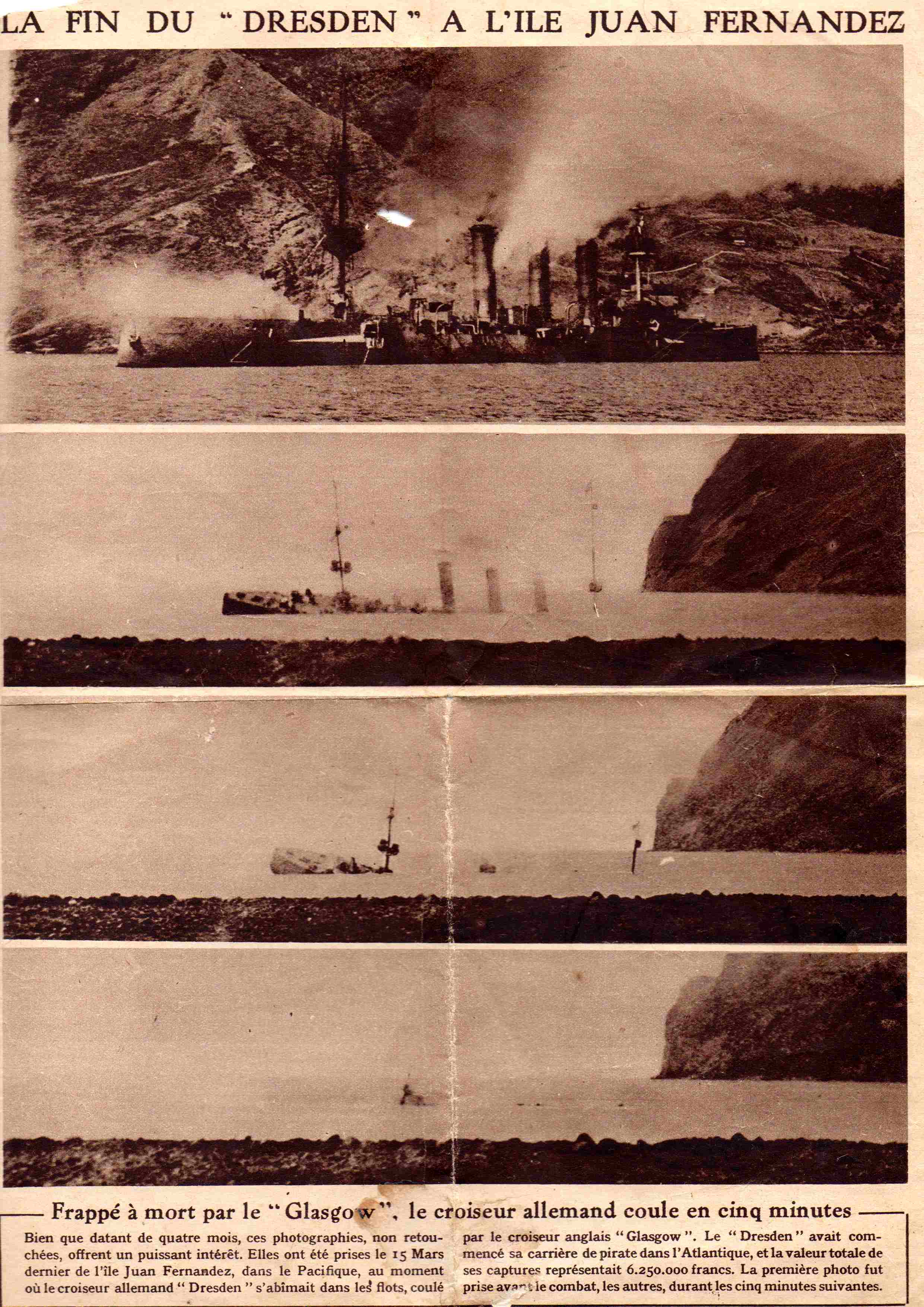
自沈するドレスデン
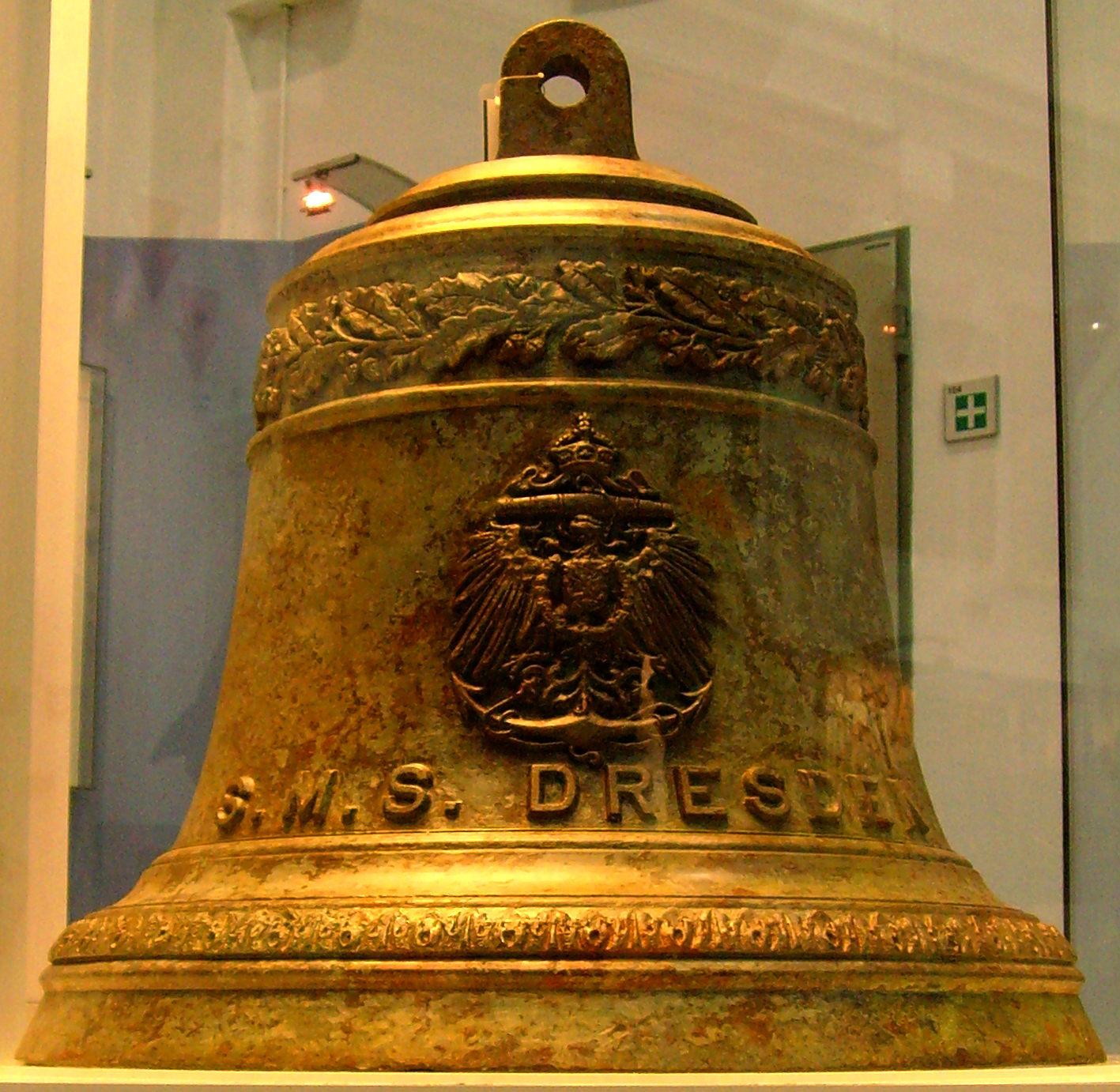
ドレスデンから回収された船鍾